# Dana Altman
Dana Dean Altman (Wilber, Nebraska, 1958. június 16. –) amerikai kosárlabdaedző, 2010 óta az Oregon Ducks férfikosárlabda-csapatának vezetőedzője.

## Tanulmányai
A Fairbury Junior College-ben (ma Southeast Community College) kosárlabdázott. Üzleti szakos alapképesítését 1978-ban szerezte ugyanitt, alapdiplomáját pedig 1980-ban a Kelet-új-mexikói Egyetemen.

## Pályafutása

### Marshall Thundering Herd
NCAA-beli pályafutása 1989-ben kezdődött a Marshall Thundering Herdnél; egy szezonja alatt a csapat kijutott a Southern Conference bajnokságára, ahol kikaptak.

### Kansas State Wildcats
A Kansas State Wildcatsnél töltött négy éve alatt a csapat egy NCAA-bajnokságra jutott ki. Az 1992–93-as csapat 11 mérkőzés eredményét fordította meg az utolsó percben, és a Big Eight-tornát megnyerve 21. alkalommal is kijutottak az NCAA-bajnokságra.
Altman 1993-ban a Big Eight év edzője lett.
Az 1993–94-es csapat kijutott a NIT-re. Altman a szezon végén távozott.

### Creighton Bluejays
A Creighton Bluejaysnél három sportolója nyerte el az All-America sportkitüntetést és három az All-America tanulmányi kitüntetést. Játékosai voltak az NBA-ben is játszó Kyle Korver, Rodney Buford és Anthony Tolliver.
Altman 2001-ben és 2002-ben a Missouri Valley Conference év edzője lett, valamint jelölték a Naismith év egyetemi edzője és a National Association of Basketball Coaches díjára is.
Az 1993–94-es szezont követően, 1994. március 31-én lett a csapat vezetőedzője. A 7–22-es állású csapat eredménye 1997–98-ra 18–10-re javult, és kijutottak a NIT-re.
2007. április 2-án bejelentette, hogy az Arkansas Razorbacks vezetőedzője lesz, azonban egy nap múlva családi okokra hivatkozva szándékától elállt. A 2009. február 5-ei volt Altman pályafutásának háromszázadik győzelme.

### Oregon Ducks
2010. április 24-én hét évre szerződött az Oregon Duckshoz, amit az április 26-ai sajtótájékoztatón erősítettek meg. Fizetése Oregon állam közszférájának legmagasabbika.
Pályafutása alatt a Ducks férfikosárlabda-csapata a Pac-12 Conference egyik legjobbika lett. Az egyesület főleg a UCLA Bruins elleni győzelmeiért vette fel.
2013-ban az első NCAA-bajnokságukon a legjobb 16 közé jutottak, majd a 2014-es és 2015-ös tornákon is részt vettek. 2016. március 13-án konferenciabeli győzelmeiknek köszönhetően az 1. csoportba kerültek, ahol március 26-án a legjobb nyolc között kikaptak. 2024. február 28-án Altman elérte 750. győzelmét.
2016. november 11-én szerződését hét évvel, a 2022–23-as szezonig meghosszabbították. 2017. március 25-én a csapat történelmében először a legjobb négy közé jutott. A 2017. november 17-ei volt Altman 600. konferenciabeli győzelme.
2019. március 14-én szerződését három évvel, a 2025–26-os szezonig hosszabbították. Két hét múlva elérte a Ducksnál töltött idő alatti 235. győzelmét. 2021-ben szerződését a 2026–27-es szezonig meghosszabbították; éves fizetése négymillió dollár.

## Magánélete
Felesége Reva Phillips; három fiuk (Jordan, Chase és Spencer), valamint egy lányuk (Audra) született. Altmant 2008-ban a cserkészszövetség kitüntette.

## Eredményei vezetőedzőként

### Junior
| Szezon                                                              | Eredmény                                                           | Továbbjutás                                                        |
| Southeast Bobcats (Nebraska Community College Athletic Conference)  | Southeast Bobcats (Nebraska Community College Athletic Conference) | Southeast Bobcats (Nebraska Community College Athletic Conference) |
| ------------------------------------------------------------------- | ------------------------------------------------------------------ | ------------------------------------------------------------------ |
| 1982–83                                                             | 29–6                                                               | NJCAA-bajnokság                                                    |
| Eredmény:                                                           | 29–6 (.829)                                                        | –                                                                  |
| Moberly Greyhounds (Missouri Community College Athletic Conference) |                                                                    |                                                                    |
| 1983–84                                                             | 25–9                                                               | –                                                                  |
| 1984–85                                                             | 35–5                                                               | NJCAA-bajnokság                                                    |
| 1985–86                                                             | 34–4                                                               | NJCAA-bajnokság                                                    |
| Eredmény:                                                           | 94–18 (.839)                                                       | –                                                                  |
| Összesen:                                                           | 123–24 (.837)                                                      | –                                                                  |

### Egyetemi
| Szezon | Eredmény                                       | Eredmény                                       | Helyezés                                       | Továbbjutás                                    |
| Szezon | Összesen                                       | Konferencia                                    | Helyezés                                       | Továbbjutás                                    |
| Marshall Thundering Herd (Southern Conference)                                                                                | Marshall Thundering Herd (Southern Conference) | Marshall Thundering Herd (Southern Conference) | Marshall Thundering Herd (Southern Conference) | Marshall Thundering Herd (Southern Conference) |
| --- | ---------------------------------------------- | ---------------------------------------------- | ---------------------------------------------- | ---------------------------------------------- |
| 1989–90 | 15–13                                          | 9–5                                            | 2.                                             | –                                              |
| Eredmény: | 15–13 (.536)                                   | 9–5 (.643)                                     | –                                              | –                                              |
| Kansas State Wildcats (Big Eight Conference)                                                                                  |                                                |                                                |                                                |                                                |
| 1990–91 | 13–15                                          | 3–11                                           | 8.                                             | –                                              |
| 1991–92 | 16–14                                          | 5–9                                            | T–6.                                           | NIT 2. kör                                     |
| 1992–93 | 19–11                                          | 7–7                                            | T–5.                                           | NCAA Round of 64                               |
| 1993–94 | 20–14                                          | 4–10                                           | T–6.                                           | NIT elődöntő                                   |
| Eredmény: | 68–54 (.557)                                   | 19–37 (.339)                                   | –                                              | –                                              |
| Creighton Bluejays (Missouri Valley Conference)                                                                               |                                                |                                                |                                                |                                                |
| 1994–95 | 7–19                                           | 4–14                                           | T–9.                                           | –                                              |
| 1995–96 | 14–15                                          | 9–9                                            | T–5.                                           | –                                              |
| 1996–97 | 15–15                                          | 10–8                                           | T–6.                                           | –                                              |
| 1997–98 | 18–10                                          | 12–6                                           | 2.                                             | NIT 1. kör                                     |
| 1998–99 | 22–9                                           | 11–7                                           | T–2.                                           | NCAA Round of 32                               |
| 1999–00 | 23–10                                          | 11–7                                           | 4.                                             | NCAA Round of 64                               |
| 2000–01 | 24–8                                           | 14–4                                           | 1.                                             | NCAA Round of 64                               |
| 2001–02 | 23–9                                           | 14–4                                           | T–1.                                           | NCAA Round of 32                               |
| 2002–03 | 29–5                                           | 15–3                                           | 2.                                             | NCAA Round of 64                               |
| 2003–04 | 20–9                                           | 12–6                                           | T–2.                                           | NIT 1. kör                                     |
| 2004–05 | 23–11                                          | 11–7                                           | T–3.                                           | NCAA Round of 32                               |
| 2005–06 | 20–10                                          | 12–6                                           | T–2.                                           | NIT 2. kör                                     |
| 2006–07 | 22–11                                          | 13–5                                           | 2.                                             | NCAA Round of 64                               |
| 2007–08 | 22–11                                          | 10–8                                           | 4.                                             | NIT 2. kör                                     |
| 2008–09 | 27–8                                           | 14–4                                           | T–1.                                           | NIT 2. kör                                     |
| 2009–10 | 18–16                                          | 10–8                                           | 4.                                             | CIT elődöntő                                   |
| Eredmény: | 327–176 (.650)                                 | 182–106 (.632)                                 | –                                              | –                                              |
| Oregon Ducks (Pacific-10/Pac-12 Conference)                                                                                   |                                                |                                                |                                                |                                                |
| 2010–11 | 21–18                                          | 7–11                                           | T–7.                                           | CBI bajnok                                     |
| 2011–12 | 24–10                                          | 13–5                                           | T–2.                                           | NIT negyeddöntő                                |
| 2012–13 | 28–9                                           | 12–6                                           | T–2.                                           | NCAA Sweet Sixteen                             |
| 2013–14 | 24–10                                          | 10–8                                           | T–3.                                           | NCAA Round of 32                               |
| 2014–15 | 26–10                                          | 13–5                                           | T–2.                                           | NCAA Round of 32                               |
| 2015–16 | 31–7                                           | 14–4                                           | 1.                                             | NCAA Elite Eight                               |
| 2016–17 | 33–6                                           | 16–2                                           | T–1.                                           | NCAA Final Four                                |
| 2017–18 | 23–13                                          | 10–8                                           | T–6.                                           | NIT 2. kör                                     |
| 2018–19 | 25–13                                          | 10–8                                           | T–4.                                           | NCAA Sweet Sixteen                             |
| 2019–20 | 24–7                                           | 13–5                                           | 1.                                             | Elmaradt                                       |
| 2020–21 | 21–7                                           | 14–4                                           | 1.                                             | NCAA Sweet Sixteen                             |
| 2021–22 | 20–15                                          | 11–9                                           | 5.                                             | NIT 2. kör                                     |
| 2022–23 | 21–15                                          | 12–8                                           | 4.                                             | NIT negyeddöntő                                |
| 2023–24 | 24–12                                          | 12–8                                           | 4.                                             | NCAA Round of 32                               |
| Oregon Ducks (Big Ten Conference)                                                                                             |                                                |                                                |                                                |                                                |
| 2024–25 |                                                |                                                |                                                |                                                |
| Eredmény: | 345–152 (.694)                                 | 167–91 (.647)                                  | –                                              | –                                              |
| Összesen: | 755–395 (.657)                                 | –                                              | –                                              | –                                              |
| Jelmagyarázat: Rájátszásbajnok Konferenciaszezon-bajnok Konferenciaszezon- és konferenciatorna-bajnok Konferenciatorna-bajnok |                                                |                                                |                                                |                                                |

## Fordítás
- Ez a szócikk részben vagy egészben  a   Dana Altman című angol Wikipédia-szócikk ezen változatának fordításán alapul.  Az eredeti cikk szerkesztőit annak laptörténete sorolja fel. Ez a jelzés csupán a megfogalmazás eredetét és a szerzői jogokat jelzi, nem szolgál a cikkben szereplő információk forrásmegjelöléseként.